# Gran Región de SaarLorLux

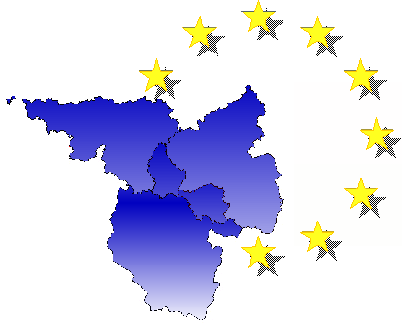
Emblema del SaarLorLux

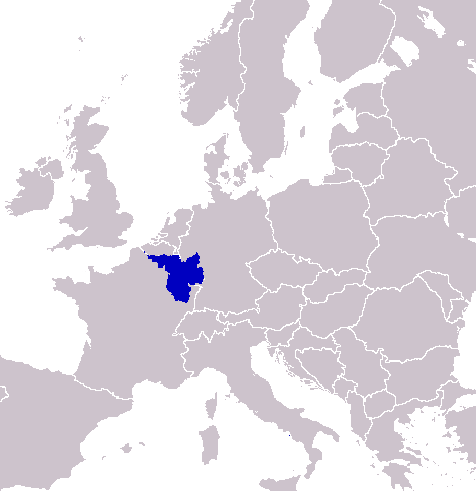
SaarLorLux en Europa

Saarlorlux, Saar-Lor-Lux o Gran Región (en francés: Sarlorlux; y en alemán: Saarlorlux) es una eurorregión en el centro de Europa con función de espacio de cooperación transfronterizo. Se encuentra en la frontera entre Francia, Luxemburgo y Alemania. Se trata de la unión del Ducado de Luxemburgo, la Región de Lorena, el Sarre alemán (de aquí viene su nombre: Saarland, Lorraine and Luxembourg), la Región Valona de Bélgica y el estado alemán de Renania-Palatinado.
Comprende unos 65.400 km², el tamaño aproximado de la región española de Castilla-La Mancha. En 2006, SaarLorLux tenía 11.330.944 habitantes.
El padre de la idea Saarlorluxense fue el, ya fallecido, directivo alemán Hubertus Rolshoven. El 16 de octubre de 1980 las regiones implicadas decidieron crear un ámbito de cooperación siendo éste SaarLorLux.